# Phonologie de l'espéranto
La phonologie de l’espéranto a d’abord été définie par Zamenhof en comparant les lettres de son alphabet à leurs équivalents dans plusieurs langues d’Europe. Avec plus d’un siècle d’usage, une norme comportant des détails phonétique et phonotactiques acceptés s’est développée, avec quelques variations allophoniques qui dépendent entre autres de l’accent du locuteur.

## Inventaire desphonèmes
L’espéranto a 5 voyelles et 23 consonnes (dont deux semi-voyelles),.

### Consonnes
| Type       | Type      | Labiales | Alvéolaire | Post-alvéolaires | Palatale | Vélaires | Labio-vélaire | Glottale |
| ---------- | --------- | -------- | ---------- | ---------------- | -------- | -------- | ------------- | -------- |
| Nasales    | Nasales   | m        | n          |                  |          |          |               |          |
| Occlusives | Sourdes   | p        | t          |                  |          | k        |               |          |
| Occlusives | Sonores   | b        | d          |                  |          | ɡ        |               |          |
| Affriquées | Sourdes   |          | t͡s         | t͡ʃ               |          |          |               |          |
| Affriquées | Sonores   |          |            | d͡ʒ               |          |          |               |          |
| Fricative  | Sourdes   | f        | s          | ʃ                |          | x        |               | h        |
| Fricative  | Sonores   | v        | z          | ʒ                |          |          |               |          |
| Spirantes  | Spirantes |          | l          |                  | j        |          | w             |          |
| Roulée     | Roulée    |          | r          |                  |          |          |               |          |

Remarques
- La séquence dz, qui existe dans quelques mots dont le plus fréquent est edzo (« mari »), est généralement analysée comme une suite de deux phonèmes /d/ et /z/ plutôt que comme une consonne affriquée /d͡z/.
- j et ŭ comme semi-voyelles peuvent former le second élément de diphtongues phonétiques : aj, ej, oj, uj, aŭ, eŭ. D'un point de vue phonologique cependant, ces diphtongues s'analysent comme des combinaisons de phonèmes. Une évolution relativement récente utilise ŭ pour transcrire le son [w] dans les noms propres (Ŭato, Watt ; mais Vaŝingtono, Washington).
- L’espéranto étant parlé par des personnes de langues maternelles différentes, il existe des allophones. Notamment, la prononciation de e varie entre [e] et [ɛ], celle de o entre [o] et [ɔ], et r peut-être prononcé [r], [ɾ] ou [ʁ] (c’est-à-dire comme en russe, en espagnol ou en français).

/x/ (orthographié ‹ ĥ ›) est le son le moins fréquent de l’espéranto. Dans de nombreux mots, il a été remplacé par /k/ : kemio (« chimie ») est maintenant plus courant que ĥemio. Il existe cependant quelques paires minimales qui montrent que /x/ et /k/ sont toujours des phonèmes distincts :
- ĥoro (« chœur ») et koro (« cœur »),
- ĉeĥo (« Tchèque ») et ĉeko (« chèque »),
- eĥo (« écho ») et eko (« commencement »).

Le phonème /w/ (représenté par ‹ ŭ ›) est surtout utilisé derrière les voyelles a et e /au̯/ et /eu̯/   (cf. Diphtongues et semi-voyelles).
Les groupes de consonnes sont fréquents en espéranto, à la fois au début des mots (strato, « rue ») et à l’intérieur (dekstra, « droit »). Cependant, peu de lemmes se terminent par plus d’une consonne (sauf dans les cas d’élision poétique) : on peut citer cent (« cent »), post (« après ») et trans (« au-delà de »). Deux consonnes identiques qui se suivent (ce qui arrive dans les mots composés) sont prononcées distinctement : mallonga (« court »), sennoma (« anonyme »).

### Voyelles
L’espéranto a un système de cinq voyelles. Il n’y a pas de voyelle nasale et la longueur des voyelles n’a pas d’importance.
| Type     | Antérieures | Postérieures |
| -------- | ----------- | ------------ |
| Fermées  | i           | u            |
| Moyennes | e           | o            |
| Ouverte  | a           | a            |

Il arrive que deux voyelles identiques se suivent : treege (« énormément »), metroo (« métro »). Dans ce cas, elles appartiennent à deux syllabes différentes et sont prononcées distinctement.

#### Diphtongues et semi-voyelles
Le statut des sons représentés par les lettres ‹ j › et ‹ ŭ › est discuté : ce sont soit des consonnes, soit des semi-voyelles qui forment des diphtongues. Ainsi, on recense parfois jusqu’à six diphtongues en espéranto : /ai̯/, /oi̯/, /ui̯/, /ei̯/, /au̯/ et /eu̯/. Certains auteurs comme Wennergren ou Pokrovski préfèrent considérer les quatre premières comme des séquences « voyelle + /j/ », et les deux dernières comme des diphtongues :
- J se comporte comme une consonne dans la mesure où il peut apparaître avant ou après une voyelle (sauf i ; il n’y a pas de mot comportant une syllabe terminée par ij[5], mais il existe un mot qui comporte ji : jida, « yiddish »).
- Ŭ n’est pas aussi libre : dans l’immense majorité des cas, cette lettre fait partie de la séquence aŭ ou eŭ. Le Fundamento de Esperanto indique d’ailleurs (dans ses éditions en russe[6] et en allemand[7]) que ŭ n’est utilisé qu’après une voyelle. Les rares exceptions sont :
  - le nom de la lettre : ŭo ;
  - le mot poŭpo (« poupe »), rare et généralement remplacé par pobo (les combinaisons iŭ et uŭ ne sont pas attestées) ;
  - certains mots étrangers, où ŭ sert à transcrire le son [w]. V est cependant préféré : ŭato (« watt ») est rare (parfois même considéré incorrect) et vato est beaucoup plus fréquent.

D’autres auteurs, comme Wells, considèrent cependant aŭ et eŭ comme des combinaisons « voyelle + /w/ ».

## Orthographe
L’alphabet de l’espéranto est phonémique (une lettre représente un phonème). Les lettres et les phonèmes correspondants sont :
| Lettre | Phonème | Lettre | Phonème | Lettre | Phonème | Lettre | Phonème |
| ------ | ------- | ------ | ------- | ------ | ------- | ------ | ------- |
| A      | /a/     | G      | /ɡ/     | K      | /k/     | S      | /s/     |
| B      | /b/     | Ĝ      | /d͡ʒ/    | L      | /l/     | Ŝ      | /ʃ/     |
| C      | /t͡s/    | H      | /h/     | M      | /m/     | T      | /t/     |
| Ĉ      | /t͡ʃ/    | Ĥ      | /x/     | N      | /n/     | U      | /u/     |
| D      | /d/     | I      | /i/     | O      | /o/     | Ŭ      | /w/     |
| E      | /e/     | J      | /j/     | P      | /p/     | V      | /v/     |
| F      | /f/     | Ĵ      | /ʒ/     | R      | /r/     | Z      | /z/     |

## Accentuation
L’accent tonique en espéranto est toujours situé sur l’avant-dernière syllabe des mots : rapida (« rapide »), familio (« famille »), anstataŭ (« au lieu de »), etc. Cependant, dans le cas où le o final d’un nom est élidé, l’accent ne change pas de place et est donc sur la dernière syllabe : laboro (« travail ») → labor’.
Cette élision peut donner à des cas où seule la position de l’accent tonique permet de distinguer deux mots :
- ĉiel (« de toutes les manières ») et ĉiel’ (« ciel »),
- metro (« mètre ») et metro’ (« métro »).

Un accent tonique secondaire peut apparaître dans les mots longs, mais il n’existe pas de règle fixe à ce sujet. Il est aussi possible d’accentuer une autre syllabe que l’avant-dernière si l’on veut attirer l’attention sur un élément du mot : Ne dekstre, maldekstre! (« Pas à droite, à gauche ! »).
Dans les abréviations, on accentue généralement la dernière lettre : IJK est prononcé [i.jo.ˈko].

## Variations

### Accents des locuteurs
Comme l’espéranto est une langue auxiliaire internationale, il est parlé en tant que deuxième langue (sauf pour une minorité de locuteurs natifs) par des personnes de langues maternelles différentes. La plupart des phonèmes peuvent donc être réalisés légèrement différemment par différentes personnes. Par exemple, /r/ peut être prononcé [r] (comme en russe), [ɾ] (comme en espagnol) ou [ʁ] (comme en français standard). /l/ peut être prononcé [ɫ] (du moment qu’il ne se confond pas avec /w/), /h/ peut être prononcé [ɦ], etc.
/e/ et /o/ peuvent être prononcés plus ou moins ouverts ([ɛ] et [ɔ]) ou fermés ([e] et [o]). Zamenhof privilégiait une prononciation claire et ouverte des voyelles, de type italien ou slave. Plena Analiza Gramatiko recommande d’utiliser les variantes fermées dans les syllabes accentuées et ouvertes, et les variantes ouvertes dans les syllabes inaccentuées ou fermées (avec des règles supplémentaires concernant la longueur des voyelles) Wennergren estime cependant ces recommandations « complètement étrangères à l’espéranto et très difficiles à apprendre. L’usage réel de la langue ne les suit pas. » Pour lui, la prononciation correcte des voyelles n’est pas précisément définie ; il faut simplement qu’il n’y ait pas de risque de confusion avec une autre voyelle.
La prononciation s'améliore et se rapproche dans les jeunes générations qui étudient beaucoup plus avec internet et l'audiovisuel. Cependant les accents liés aux langues natives sont encore largement reconnaissables, un peu comme les accents régionaux dans un pays.

### Assimilation
L’assimilation de certaines consonnes peut se produire, en fonction de l’environnement de la consonne mais aussi de l’accent du locuteur.
Une consonne sonore peut se dévoiser quand elle est suivie par une consonne sourde : subtaso [supˈtaso] (« soucoupe »), absoluta [apsoˈluta] (« absolu »). À l’inverse, une consonne sourde peut se voiser : okdek [ˈoɡdek] (« quatre-vingts »), ekzemple [eɡˈzemple] (« par exemple »). Pour Wennergren, « ces changements sont en principe contraires aux règles, mais ils sont souvent tolérés en pratique s’ils ne causent pas de malentendus ».
Les consonnes nasales peuvent assimiler leur point d’articulation à la consonne suivante : longa (« long ») [ˈloŋɡa], amforo (« amphore ») [aɱˈforo]. Ces variations sont acceptées parce qu’elles ne prêtent pas à confusion. Elles n’ont rien d’obligatoire ou de systématique : il est tout à fait possible de prononcer banko [ˈbanko] (« banque »), mais [ˈbaŋko] est acceptable pour les locuteurs qui trouvent cette variante plus facile à prononcer.

### Élision
Le o final des noms et le a de l’article défini la peuvent être élidés (et remplacés à l’écrit par une apostrophe). En principe, cette élision est toujours correcte, mais en pratique elle est réservée à la poésie et est quasi inexistante dans la langue parlée. L’élision de l’article est la plupart du temps utilisée seulement après une préposition terminée par une voyelle.
Comme dit précédemment, l’élision d’un nom ne modifie pas la place de l’accent tonique, qui est alors sur la dernière syllabe.